# Stereospermum chelonoides
Stereospermum chelonoides là một loài thực vật có hoa trong họ Chùm ớt. Loài này được (L.f.) DC. miêu tả khoa học đầu tiên năm 1838.